# ウズベキスタンの地方行政区画

ウズベキスタンの地方行政区画

ウズベキスタンの地方行政区画は、12の州（viloyat、ヴィラヤト）、1つの共和国（respublika、レスプブリカ）、1つの特別市（shahar、シャハル）からなる。各行政区画の配下には、下位行政区画として地区が設置されている。
首都のタシュケントは、特別市として、独立した地方行政区画とされている。

## 地方行政区画の一覧
ウズベキスタンの地方行政区画の一覧は以下の通り。
| No. | 名称                     | ウズベク語名称                | ロシア語名称                                                          | 人口 (人)(2017年1月1日) | 面積 (km²) | 人口密度 (人/km²) | 地区数 | 中心都市       |
| 1.  | タシュケント特別市       | Toshkent                      | Ташкент                                                               | 2,424,100               | 334        | 7,413             | -      | -              |
| 2.  | アンディジャン州         | Andijon viloyati              | Андижанская область                                                   | 2,962,500               | 4,200      | 689               | 14     | アンディジャン |
| 3.  | ブハラ州                 | Buxoro viloyati               | Бухарская область                                                     | 1,843,500               | 39,400     | 44                | 11     | ブハラ         |
| 4.  | フェルガナ州             | Farg'ona viloyati             | Ферганская область                                                    | 3,564,800               | 6,800      | 509               | 16     | フェルガナ     |
| 5.  | ジザフ州                 | Jizzax viloyati               | Джизакская область                                                    | 1,301,000               | 20,500     | 61                | 12     | ジザフ         |
| 6.  | ナマンガン州             | Namangan viloyati             | Наманганская область                                                  | 2,652,400               | 7,900      | 369               | 11     | ナマンガン     |
| 7.  | ナヴォイ州               | Navoiy viloyati               | Навоийская область                                                    | 942,800                 | 110,800    | 9                 | 8      | ナヴォイ       |
| 8.  | カシュカダリヤ州         | Qashqadaryo viloyati          | Кашкадарьинская область                                               | 3,088,800               | 28,400     | 108               | 14     | カルシ         |
| 9.  | サマルカンド州           | Samarqand viloyati            | Самаркандская область                                                 | 3,651,700               | 16,400     | 218               | 14     | サマルカンド   |
| 10. | シルダリヤ州             | Sirdaryo viloyati             | Сырдарьинская область                                                 | 803,100                 | 5,100      | 188               | 9      | グリスタン     |
| 11. | スルハンダリヤ州         | Surxondaryo viloyati          | Сурхандарьинская область                                              | 2,462,300               | 20,100     | 123               | 14     | テルメズ       |
| 12. | タシュケント州           | Toshkent viloyati             | Ташкентская область                                                   | 2,829,300               | 15,300     | 185               | 15     | タシュケント   |
| 13. | ホラズム州               | Xorazm viloyati               | Хорезмская область                                                    | 1,776,700               | 6,300      | 275               | 10     | ウルゲンチ     |
| 14. | カラカルパクスタン共和国 | Qoraqalpog'iston Respublikasi | Республика Каракалпакстан カラカルパク語：Qaraqalpaqstan Respublikası | 1,817,500               | 160,000    | 11                | 15     | ヌクス         |

## 歴史

### ロシア帝国期
ロシア帝国の中央アジア征服に伴い、現在のウズベキスタンの領域には、サマルカンド州、シルダリヤ州、フェルガナ州の3州が設置された。これらの州は、タシュケントに設置された トルキスタン総督府 により管轄された。
また、このほかに、ブハラ・アミール国、ヒヴァ・ハン国も、ロシア帝国の保護国として、トルキスタン総督府の管轄下に置かれた。

### ソビエト連邦期
1917年のロシア革命の勃発に伴い、トルキスタン総督府は廃止され、ソビエト政権が樹立された。1924年には、民族境界画定政策が実施され、ウズベク・ソビエト社会主義共和国が成立し、現在のウズベキスタンの領域が確定した。
- 1918年 旧トルキスタン総督府領にトルキスタン・ソビエト連邦共和国が成立。（首都：タシュケント）
- 1920年 トルキスタン・ソビエト連邦共和国が、トルキスタン・ソビエト社会主義共和国に改組。ブハラ・アミール国の領域にはブハラ人民ソビエト共和国が、ヒヴァ・ハン国の領域にはヒヴァ人民ソビエト共和国が成立。
- 1924年 ウズベク・ソビエト社会主義共和国が成立。（首都：サマルカンド）
- 1929年 ウズベク・ソビエト社会主義共和国から、タジク自治ソビエト社会主義共和国が分離し、タジク・ソビエト社会主義共和国となる。
- 1930年 ウズベク・ソビエト社会主義共和国の首都がサマルカンドからタシュケントに移転。
- 1936年 ウズベク・ソビエト社会主義共和国内にカラカルパク自治ソビエト社会主義共和国が設置。
- 1938年 ブハラ州、サマルカンド州、タシュケント州、フェルガナ州、ホラズム州が設置。
- 1941年 アンディジャン州、ナマンガン州、スルハンダリヤ州が設置。
- 1943年 カシュカダリヤ州が設置。
- 1960年 カシュカダリヤ州、ナマンガン州が廃止。
- 1963年 シルダリヤ州が設置。
- 1964年 カシュカダリヤ州が再設置。
- 1967年 ナマンガン州が再設置。
- 1973年 ジザフ州が設置。
- 1982年 ナヴォイ州が設置。
- 1988年 ジザフ州、ナヴォイ州が廃止。
- 1989年 ジザフ州が再設置。

### ウズベキスタン共和国期
- 1991年 ソビエト社会主義共和国連邦から、ウズベキスタン共和国が独立。
- 1992年 ナヴォイ州が再設置。カラカルパク自治ソビエト社会主義共和国が、カラカルパクスタン共和国に改組。

## 下位行政区画
- ウズベキスタンの地区（英語版）